# シュレック 怖がりやは誰だ
『シュレック 怖がりやは誰だ』（シュレック こわがりやはだれだ、原題: Scared Shrekless）は2010年のアメリカ合衆国のハロウィーン・ホラーコメディ・特別番組。
他の『シュレックシリーズ』作品同様、ウィリアム・スタイグが1990年に発表した絵本『みにくいシュレック』を原作とし、『シュレック フォーエバー』の直後が舞台となっている。NBCで2010年10月28日に初放送された。
エディ・マーフィがドンキー役で初めて再登場せずディーン・エドワーズに代わり、チャーミング王子役がルパート・エヴェレットからショーン・ビショップに代わり、シュレックの子供たちの声はマイルズ・クリストファー・バクシーとニナ・ゾーイ・バクシーに変更された。デュロック城が登場するのは『シュレック』以来となる。当初は『Shrek or Treat』というワーキングタイトルで制作された。

## ストーリー
フィオナと3人の子供たちが、沼に訪れた青年を追い払った後、シュレック、ドンキー、長ぐつをはいたネコ、三匹の子豚、オオカミ、クッキーマン、ピノキオはシュレックの家で怖い話をする。シュレックは、最も怖い話をした者がハロウィーンの王様になれるという。雰囲気を出すため、かつてファークアード卿が君臨した荒れ果てたデュロックを訪れ、廃墟と化した城の中で、それぞれが順番に自分の物語を語る。

### クッキーマンの花嫁
『フランケンシュタインの花嫁』をもじった題名となっている。
クッキーマンはケーキマンに会いに行き、自己中心的で自惚れ屋だから恋人に家を追い出されたと話す。そこで、ケーキマンと一緒に新たなガールフレンドを作ることにする。作る際、クッキーマンはケーキマンの警告をよそに、自分を永遠に愛してくれるようにと、砂糖をたくさん入れてしまう。シュガーと名付けた彼女が焼き上がり、クッキーマンは幸せになるが、彼女の過度な愛情に恐怖を感じるようになる。
ある日、隙を見て逃げ出した後、ついてきたシュガーを工場にある生地の入ったボールに突き落とし、クッキーマンはついに自由の身となったと思われた。しかし、他の生地とともにオーブンで焼かれたシュガーは、多くの分身を作ってクッキーマンに襲い掛かる。最終的にクッキーマンはシュガーによって食べられてしまう。
クッキーマンが話し終えると、三匹の子豚は怖くなって逃げ出し、オオカミも彼らを送り届けるため席を外す。シュレックは、クッキーマンが食べられたのなら今ここにいるのはがおかしいと、物語が嘘であることを指摘し、クッキーマンも照れ隠しに逃げ出す。

### ブーツモーテル
『サイコ』に登場する「ベイツモーテル」をもじった題名となっている。
クッキーマンの次に、ドンキーと長ぐつをはいたネコは、嵐の夜に雨宿りをするためブーツモーテルに避難した話をする。ドンキーが物語を語る際、長ぐつをはいたネコの話をずっと遮っている。長ぐつをはいたネコがシャワーを浴びようとすると、女主人に殺されるとドンキーは言う。長ぐつをはいたネコは女主人と戦うと直すが、女主人はドンキーに倒され、長ぐつをはいたネコを助けると直す。その時、女主人がチャーミング王子だったことが判明し、彼は魔法の杖で長ぐつをはいたネコを消滅させたという。長ぐつをはいたネコは剣を使い攻撃を撃退したと直す。透かさずドンキーは、長ぐつをはいたネコがチャーミング王子による罠に引っ掛かったという。長ぐつをはいたネコは、こんなことが起こるはずないとすべて夢だったという。そこにドンキーがやってきて、実は自分は天井裏にいるのだと教える。電気が消え再び点くと、ドンキーはシャワーを浴びており、巨大なワッフルに食べられようとしている。ドンキーは走って逃げようとするが、バターの皿の上で滑っており、ピンクのチュチュ、ソンブレロ、ココナッツブラジャーを身につけ、ワッフルに食べられてしまう。
最後に長ぐつをはいたネコはピノキオに水をかけられ逃げてしまう。

### シュレックソシスト
『エクソシスト』をもじった題名となっている。
最後にシュレックは、気が狂って憑りつかれたピノキオのベビーシッターをした経験を語る。
シュレックを殴り、股間を蹴り上げたピノキオは、捕まえようとするのをよそに、窓から飛び降りる。ピノキオが街に降り立つと、頭からしゃべるクリケットが飛び出し、狂わせた頭の中の声であり良心だと言う。しかし、ピノキオは報復としてクリケットを踏み潰してしまう。
ピノキオはその話は嘘だと否定するが、シュレックが普通のコオロギを見せると、悲鳴を上げて恐怖のあまり逃げ出す。2人きりになったドンキーとシュレックは、ファークアードの亡霊の噂について再び話し合い、シュレックはドンキーがファークアードの死に関与していたことを思い出す。すると突然、風が吹き出し、鎧が歩いてドンキーの名前を呼ぶ。それはファークアードの亡霊で、復讐のためにやってきたと考え、怖くなったドンキーは負けを認め、逃げ出す。
しかし、それらはフィオナと子供たちが仕掛けた演技だと明らかになる。最後まで残り、ハロウィーンの王様となったシュレックたちは、鉱山から帰る7人の小人を狙ってディナーにするのだった。

## キャスト
括弧内は日本語吹替版声優を指す。
- シュレック: マイク・マイヤーズ（西凜太朗）

- ドンキー（英語版）: ディーン・エドワーズ（英語版）（山寺宏一）
- フィオナ姫: キャメロン・ディアス

- 長ぐつをはいたネコ（英語版）: アントニオ・バンデラス

- ピノキオ、三匹の子豚: コディ・キャメロン（英語版）
- クッキーマン、ケーキマン: コンラッド・ヴァーノン
- スリー・ブラインド・マイス: クリストファー・ナイツ（英語版）
- オオカミ: アーロン・ワーナー（英語版）
- シュガー: クリステン・シャール（英語版）
- ゼペット、チャーミング王子、クリケット、7人の小人、ワッフル: シーン・ビショップ
- フェリシア、ファークル、ファーガス: マイルズ・クリストファー・バクシ、ニナ・ゾーイ・バクシ
- 少年1: ガブリエル・バッソ
- 少年2、少年3: デヴォン・ワークハイザー（英語版）

## 封切り

### DVDリリース
2011年9月13日に『モンスター vs エイリアン 宇宙カボチャあらわる』と一緒にDVDがリリースされた。両作品とも、マイケル・ジャクソンの楽曲にちなんで『Thriller Night』と題した新作短編アニメーションが収録されている。2012年8月28日に『Shrek's Thrilling Tales』DVDと『Shrek's Spooky Stories』Blu-rayで発売された。